# Ponteils-et-Brésis
Ponteils-et-Brésis ist eine französische Gemeinde mit 368 Einwohnern (Stand: 1. Januar 2022) im Département Gard in der Region Okzitanien (vor 2016: Languedoc-Roussillon). Sie gehört zum Arrondissement Alès und zum Kanton La Grand-Combe. Die Einwohner werden Ponteillais genannt.

## Geographie
Ponteils-et-Brésis liegt etwa 32 Kilometer nordnordwestlich von Alès am Cèze. Umgeben wird Ponteils-et-Brésis von den Nachbargemeinden Saint-André-Capcèze im Norden, Pied-de-Borne im Nordosten, Malons-et-Elze im Nordosten und Osten, Bonnevaux im Südosten, Aujac im Südosten und Süden, Concoules im Süden sowie Pourcharesses im Westen und Nordwesten.
Der Bahnhof von Ponteils-et-Brésis liegt an der Cevennenbahn.

## Bevölkerungsentwicklung
| Jahr                       | 1962 | 1968 | 1975 | 1982 | 1990 | 1999 | 2006 | 2013 | 2020 |
| Einwohner                  | 377  | 312  | 301  | 353  | 271  | 280  | 311  | 345  | 372  |
| Quellen: Cassini und INSEE |      |      |      |      |      |      |      |      |      |

## Sehenswürdigkeiten
- Kirche Notre-Dame aus dem 12. Jahrhundert
- Burgruine Brésis mit mittelalterlichem Donjon, Monument historique
- Schloss Le Chambonnet aus dem 17./18. Jahrhundert

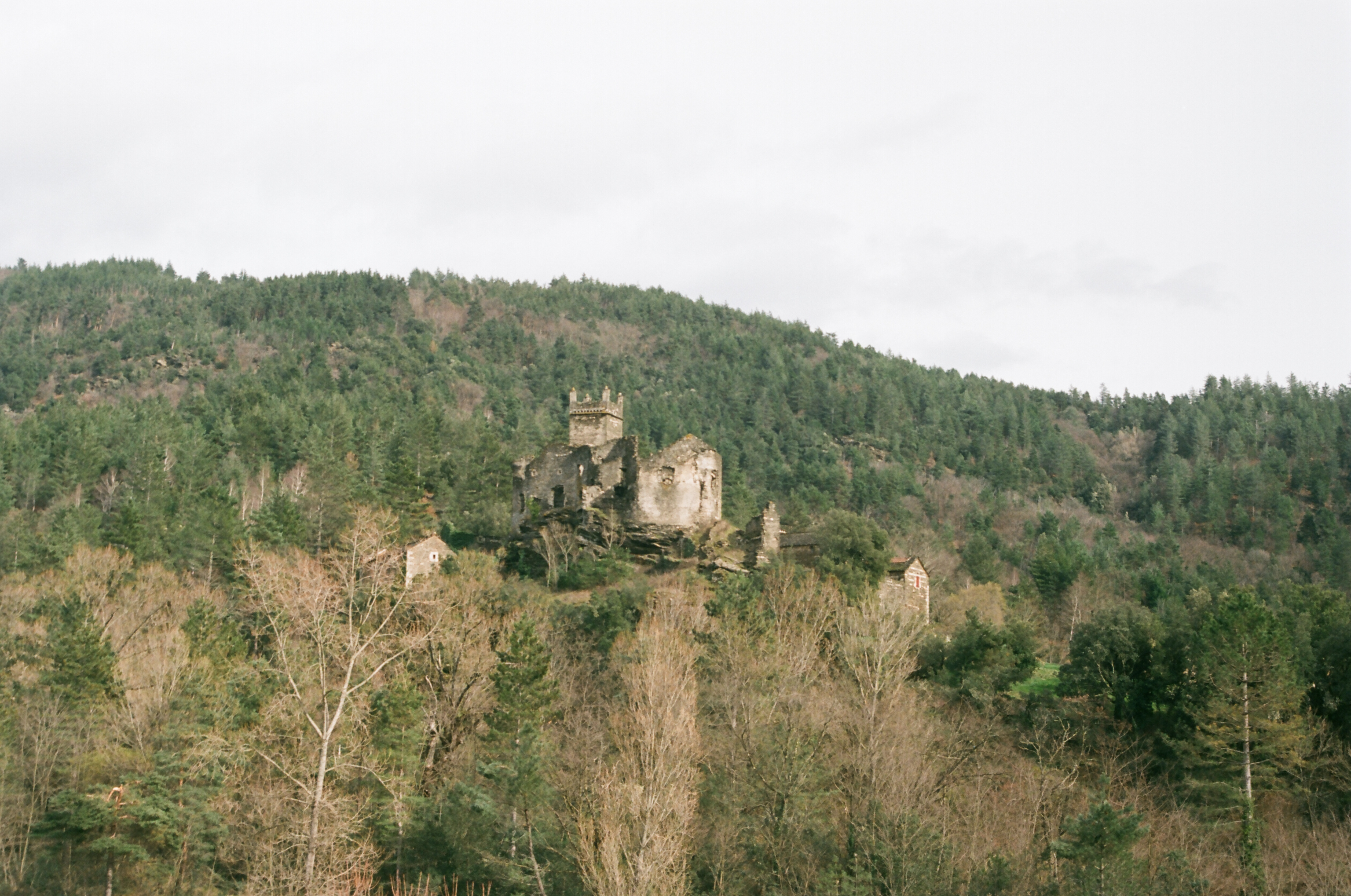
Burgruine Brésis
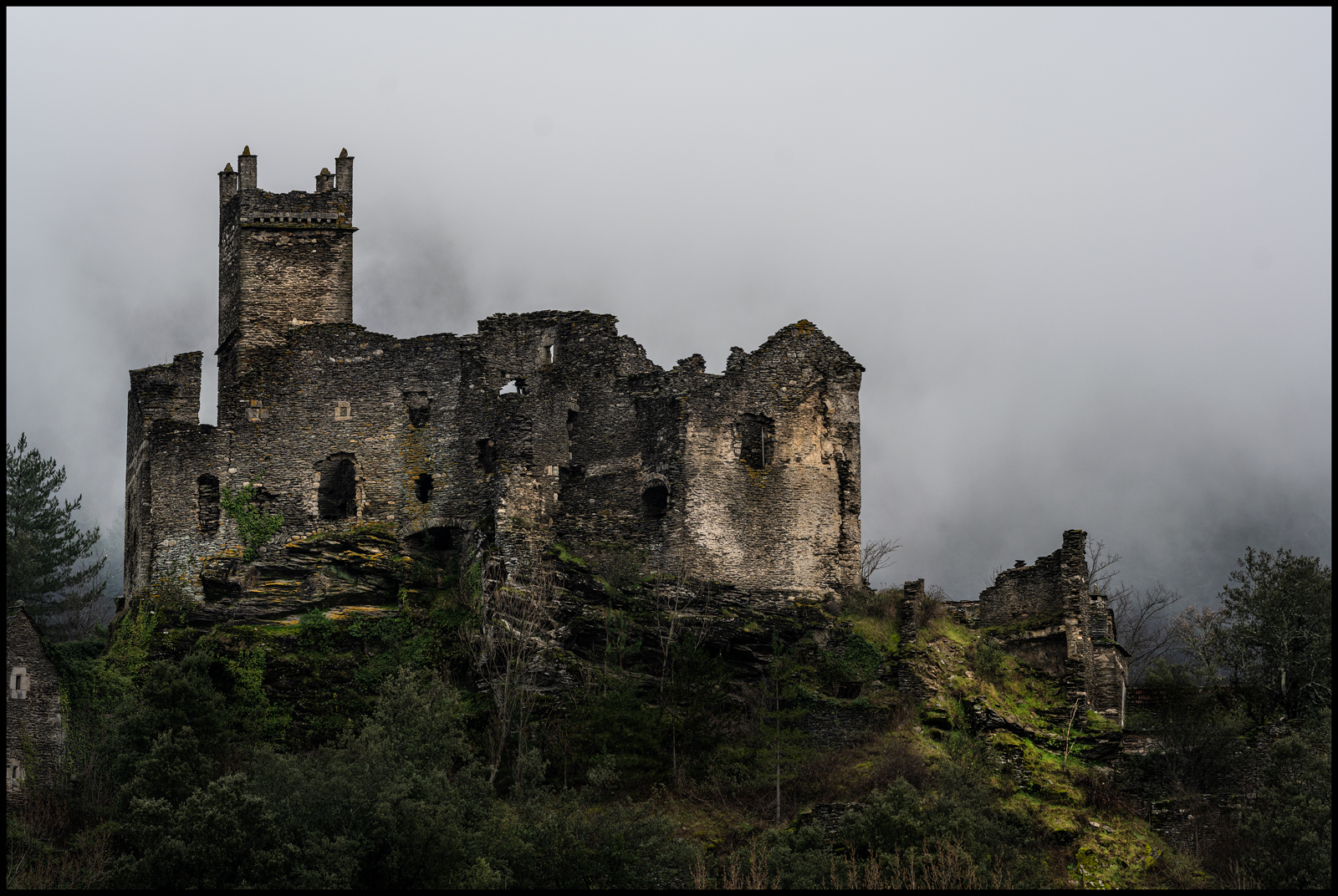
Nahaufnahme Burgruine Brésis